# Narendrella
Narendrella is een geslacht van vliesvleugeligen uit de familie Pteromalidae. De wetenschappelijke naam van dit geslacht is voor het eerst geldig gepubliceerd in 1999 door Sureshan.

## Soorten
Het geslacht Narendrella is monotypisch en omvat slechts de volgende soort:
- Narendrella nilamburensis Sureshan, 1999